# 笠原昌春

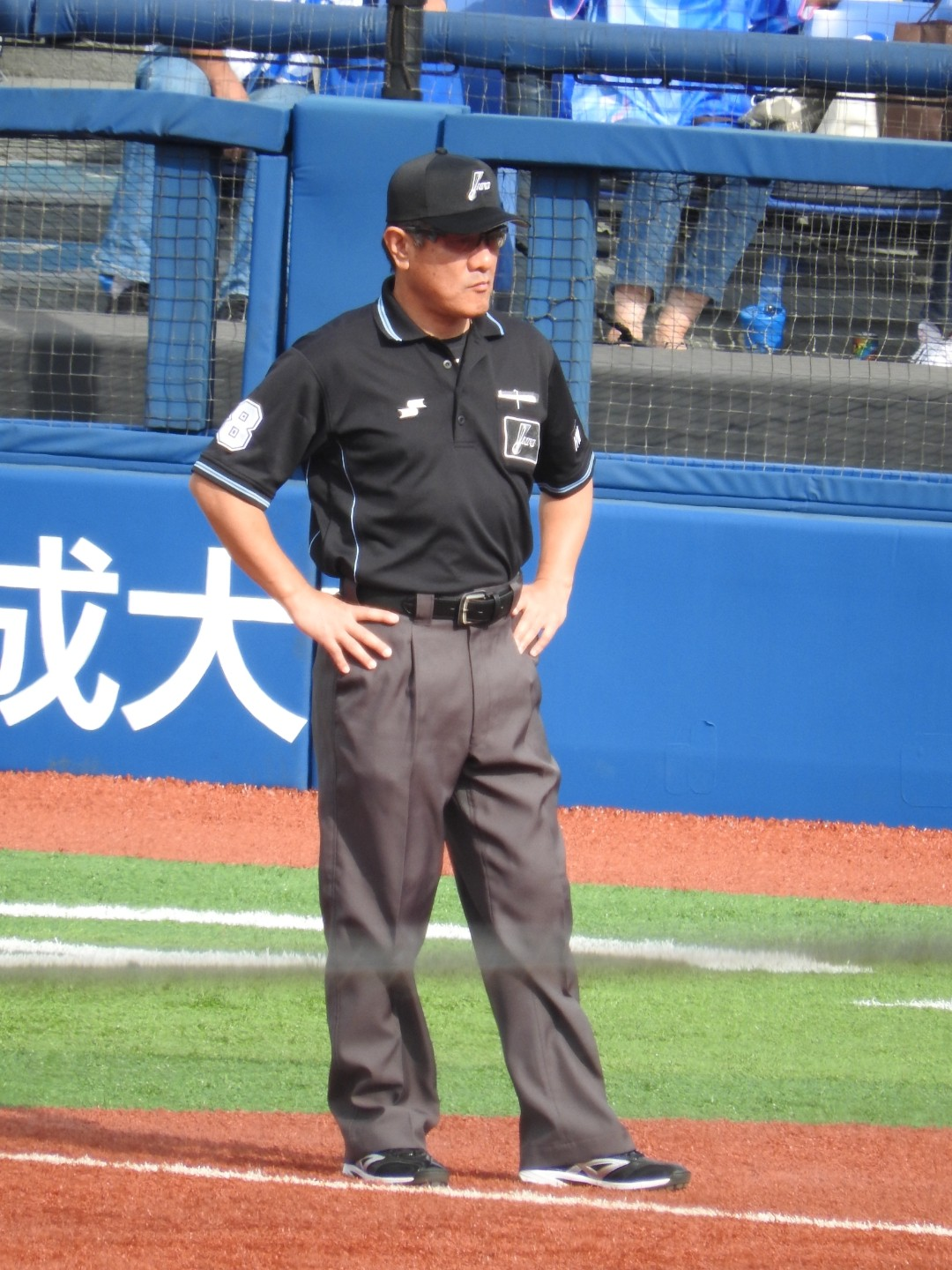
2020年10月3日 横浜スタジアムにて

笠原 昌春（かさはら まさはる、1965年3月1日 - ）は、東京都出身のプロ野球審判員。2023年シーズンの役職は副審判長。審判員袖番号は8。

## 来歴・人物
東京電機大学高等学校・東京電機大学・東京道路エンジニア株式会社を経て、1988年セントラル・リーグ審判部に入局した。審判員袖番号は8（1988年初採用から）で、森健次郎同様セ・リーグ審判員袖番号採用初年度入局審判である。
オールスターゲーム出場4回（1995年、1999年、2004年、2014年。うち1999年第3戦、2004年第1戦で球審。）。日本シリーズ出場10回（2002年、2003年、2006年、2008年、2010年、2011年、2015年、2018年、2019年、2020年。うち2002年に第3戦、2003年、に第6戦、2006年に第5戦、2008年に第1戦、2010年に第3戦、2011年に第6戦、2015年、2018年第1戦、2019年第3戦の球審）を担当している。
2006年は、中日が東京ドームでの対巨人戦でリーグ優勝を決めた試合と、日本ハムが44年ぶりに日本一を決めた2006年の日本シリーズ第5戦の両試合、2013年9月15日神宮球場でのヤクルト-阪神で、ヤクルトのウラディミール・バレンティンが日本新記録となるシーズン56号ホームランとアジア新記録となる57号ホームラン達成試合でそれぞれ球審を務めていた。
2006年に行われた第1回ワールド・ベースボール・クラシック（WBC）に派遣され、東京で開催された1次ラウンドA組の3試合に出場した。
2013年9月22日のDeNA対中日22回戦（横浜スタジアム）で一塁塁審を務め、通算2000試合出場を達成した。
2014年7月11日の巨人対阪神10回戦(東京ドーム)で一塁審判を務めていた際、阿部慎之助を暴力行為という不当な理由で退場させた。
2019年4月27日楽天対ロッテ4回戦（楽天生命パーク宮城）で一塁塁審を務め、通算2500試合出場を達成した。
2021年シーズンよりシニアクルーチーフ、2023年シーズンより副審判長。
2024年7月6日、西武対ロッテ（ベルーナドーム）にて、通算3000試合出場を達成した。

## 審判出場記録
- 初出場：1991年10月10日、大洋対阪神26回戦（横浜スタジアム）、二塁塁審
- 出場試合数：3043試合
- オールスター出場：4回（1995年、1999年、2004年、2014年）
- 日本シリーズ出場：11回（2002年、2003年、2006年、2008年、2010年、2011年、2015年、2018年、2019年、2020年、2024年）
- 東京2020オリンピック

（記録は2024年シーズン終了時）

## 表彰
- 最優秀審判員賞：2回（2017年, 2019年）[8][9]

(記録は2022年シーズン終了時)